# Pierwszy rząd Wernera Faymanna

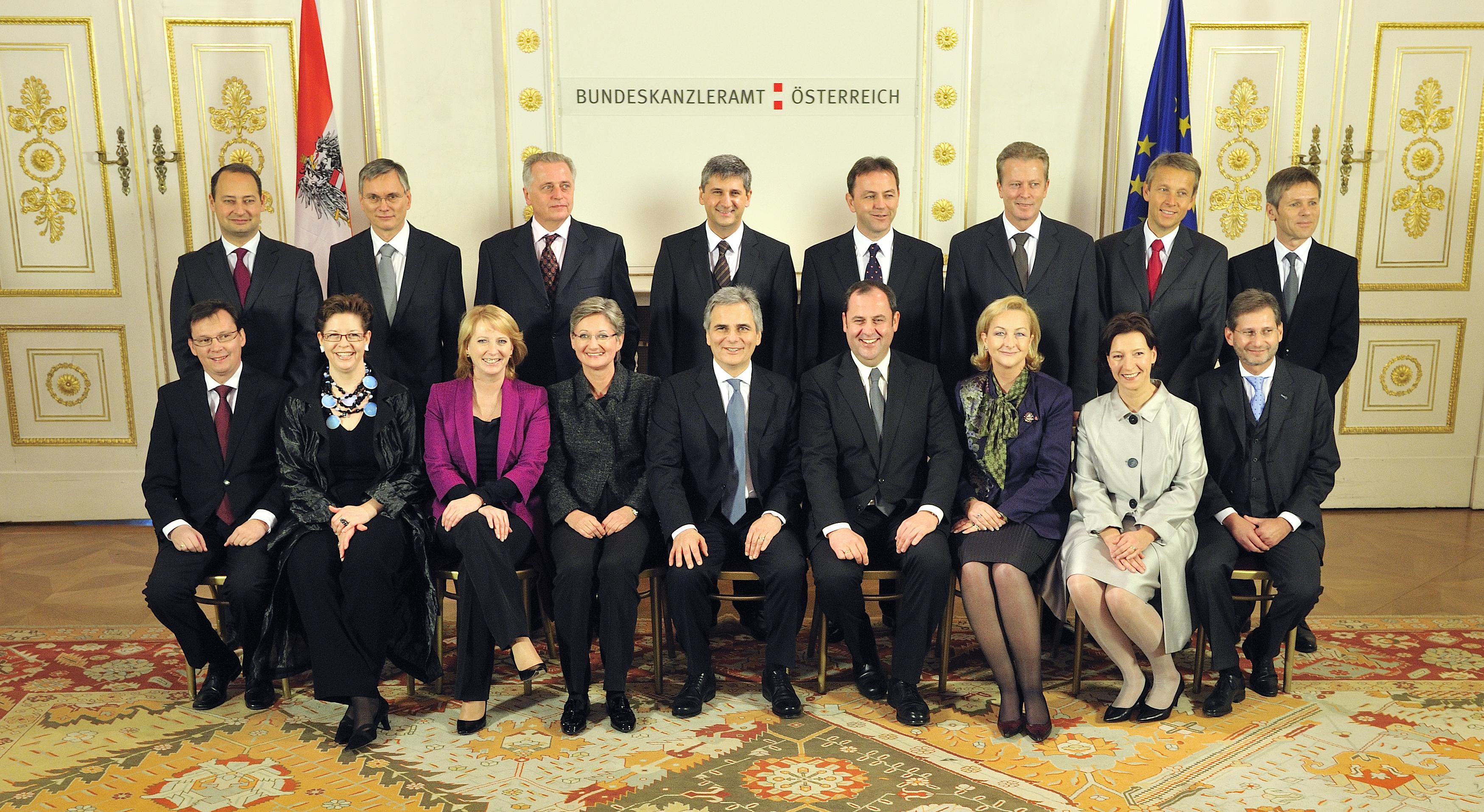
Ministrowie rządu 2 grudnia 2008

Pierwszy rząd Wernera Faymanna – federalny rząd Republiki Austrii urzędujący w latach 2008–2013.
Gabinet powstał po przedterminowych wyborach parlamentarnych, rozpisanych na skutek sporów między partiami tzw. wielkiej koalicji współtworzącej rząd Alfreda Gusenbauera – Socjaldemokratyczną Partią Austrii (SPÖ) i Austriacką Partią Ludową (ÖVP). Po wyborach oba ugrupowania (z nowymi przywódcami) odnowiły koalicję, nowy rząd został zaprzysiężony 2 grudnia 2008. 21 kwietnia 2011 nastąpiła zmiana na stanowisku wicekanclerza, wymuszoną rezygnacją Josefa Prölla z przyczyn zdrowotnych. Gabinet przetrwał całą pięcioletnią kadencję parlamentu. Po kolejnych wyborach parlamentarnych został 16 grudnia 2013 zastąpiony przez drugi rząd Wernera Faymanna współtworzony przez te same ugrupowania.

## Skład rządu
| Funkcja                                                       | Minister                                                 | Partia | Uwagi                                                                           |
| ------------------------------------------------------------- | -------------------------------------------------------- | ------ | ------------------------------------------------------------------------------- |
| Kanclerz                                                      | Werner Faymann                                           | SPÖ    |                                                                                 |
| Wicekanclerz                                                  | Josef Pröll Michael Spindelegger                         | ÖVP    | do 21 kwietnia 2011 od 21 kwietnia 2011                                         |
| Minister finansów                                             | Josef Pröll Maria Fekter                                 | ÖVP    | do 21 kwietnia 2011 od 21 kwietnia 2011                                         |
| Minister spraw zagranicznych i europejskich                   | Michael Spindelegger                                     | ÖVP    |                                                                                 |
| Minister ds. kobiet i służby cywilnej                         | Gabriele Heinisch-Hosek                                  | SPÖ    |                                                                                 |
| Minister zdrowia                                              | Alois Stöger                                             | SPÖ    |                                                                                 |
| Minister spraw wewnętrznych                                   | Maria Fekter Johanna Mikl-Leitner                        | ÖVP    | do 21 kwietnia 2011 od 21 kwietnia 2011                                         |
| Minister sprawiedliwości                                      | Johannes Hahn (p.o.) Claudia Bandion-Ortner Beatrix Karl | ÖVP    | do 15 stycznia 2009 od 15 stycznia 2009 do 21 kwietnia 2011 od 21 kwietnia 2011 |
| Minister obrony i sportu                                      | Norbert Darabos Gerald Klug                              | SPÖ    | do 11 marca 2013 od 11 marca 2013                                               |
| Minister rolnictwa, leśnictwa, środowiska i gospodarki wodnej | Nikolaus Berlakovich                                     | ÖVP    |                                                                                 |
| Minister pracy, polityki społecznej i spraw konsumentów       | Rudolf Hundstorfer                                       | SPÖ    |                                                                                 |
| Minister edukacji, sztuki i kultury                           | Claudia Schmied                                          | SPÖ    |                                                                                 |
| Minister transportu, innowacji i technologii                  | Doris Bures                                              | SPÖ    |                                                                                 |
| Minister gospodarki, rodziny i młodzieży                      | Reinhold Mitterlehner                                    | ÖVP    |                                                                                 |
| Minister nauki i badań naukowych                              | Johannes Hahn Beatrix Karl Karlheinz Töchterle           | ÖVP    | do 26 stycznia 2010 od 26 stycznia 2010 do 20 kwietnia 2011 od 21 kwietnia 2011 |